# Gidgiddonah

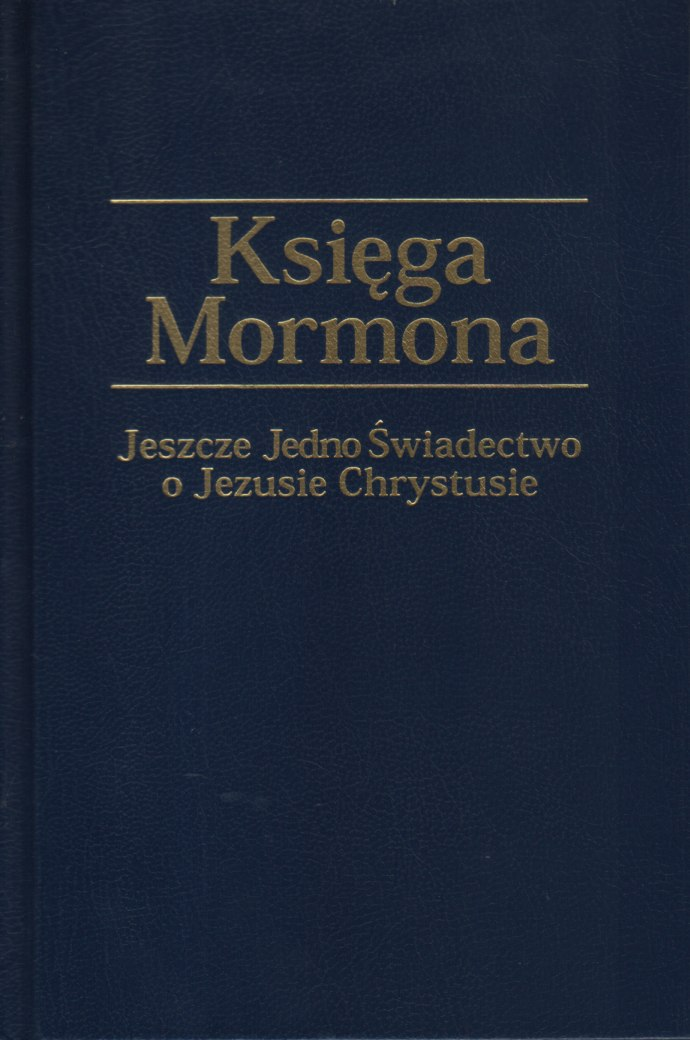
Księga Mormona, jedno z mormońskich pism świętych i jednocześnie źródło wzmianki o Gidgiddonahu

Gidgiddonah (deseret 𐐘𐐆𐐔𐐘𐐆𐐔𐐃𐐤𐐂) – w wierzeniach ruchu świętych w dniach ostatnich (mormonów) neficki wojskowy żyjący w IV wieku n.e. Jeden z dowódców w bitwie na wzgórzu Kumorah z 385, poległ w niej wraz ze wszystkimi swymi podkomendnymi. Jest obiektem spekulacji mormońskich teologów. Przewija się w publikacjach krytycznych wobec mormonizmu, wykorzystywany bywa też przez apologetów tej tradycji religijnej.

## Wymowa i pisownia imienia
Wymowa tego imienia wzbudzała pewne zainteresowanie mormońskich badaczy. Zostało ono zresztą ujęte w przewodniku po wymowie, dołączanym do każdego egzemplarza anglojęzycznej wersji Księgi Mormona od 1981. Źródła wskazują niemniej na znaczną różnicę między wymową preferowaną i powszechną współcześnie a tą z wczesnego okresu kolonizacji terytorium. Pierwotna wymowa, zwłaszcza ta stosowana przez Josepha Smitha, ma pewne znaczenie w badaniach nazw własnych występujących w Księdze Mormona, choć, na gruncie mormońskiej teologii, nie jest w nich czynnikiem decydującym. Do ustalenia wymowy używanej przez Smitha wykorzystuje się między innymi wydanie Księgi Mormona w alfabecie deseret z 1869.
W trakcie procesu określanego przez świętych w dniach ostatnich jako tłumaczenie Księgi Mormona jeden ze skrybów mylnie zapisał te imię jako „Sidgiddonah”. Oliver Cowdery bowiem, inny ze skrybów zaangażowanych w spisywanie tekstu, miał zwyczaj bardzo podobnego zapisu liter g i s. Po korekcie wszelako imię to otrzymało obecnie znaną formę już w pierwszym wydaniu Księgi Mormona (1830).

## W Księdze Mormona
Na kartach Księgi Mormona pojawia się wyłącznie w wersie trzynastym szóstego rozdziału Księgi Mormona, w kontekście rozstrzygającej bitwy konfliktu neficko-lamanickiego, mianowicie bitwy na wzgórzu Kumorah (385). Przez komentatorów uznawany za generała, być może nawet za najważniejszego nefickiego dowódcę podlegającego Mormonowi. We wspomnianym starciu dowodził dziesięcioma tysiącami ludźmi. Poległ w niej, wraz ze wszystkimi swymi podkomendnymi.

## W mormońskiej teologii
Istnienie Gidgiddonaha nie znalazło potwierdzenia w źródłach zewnętrznych. Językoznawcy związani z Kościołem Jezusa Chrystusa Świętych w Dniach Ostatnich rozważali etymologię imienia tego wojskowego. Hugh Nibley wywodził ją z języka egipskiego. Ten sam badacz zwracał uwagę, jakoby imię to było identyczne z egipską nazwą fenickiego Sydonu. Niektórzy mormońscy apologeci dostrzegali w tym ślad fenickiej obecności w opisywanych przez Księgę Mormona migracjach na zachodnią półkulę.

## W badaniach nad Księgą Mormona
Imię tego nefickiego żołnierza pojawiało się w badaniach nieortodoksyjnych praktyk nazewniczych obecnych na kartach Księgi Mormona i wykorzystywane w ten sposób było w dowodzeniu autentyczności mormońskiej świętej księgi. Wspominano je także przy okazji prób umiejscowienia wydarzeń z tego tekstu w kontekście mezoamerykańskim, zauważając między innymi, iż jego zapis przy pomocy majańskich glifów byłby niemożliwy bez znaczących przekształceń. Miało to rzekomo wskazywać na zachowany w nim pierwotny, mający semickie pochodzenie pierwiastek.
Przewijało się jednocześnie w krytycznych analizach tego tekstu, również w kontekście domniemanego zaczerpnięcia go, po dokonaniu odpowiednich modyfikacji, zasadniczo z Biblii.
Imię Gidgiddonah (w zapisie Kikirona) występuje wśród wyznających mormonizm Maorysów.